# Захарцев, Иван Алексеевич
Иван Алексеевич Захарцев (24 мая 1911 — 21 августа 1987) — организатор производства, с 1947 по май 1970 года — директор Завода № 320.

## Биография
Родился в 1911 году в д. Глинкино (ныне — Воронежской области).
В 1941 году окончил энергетический факультет Московской промышленной академии имени Сталина.
С 1946 года — главный энергетик, а с 1947 года — директор Завода № 320. Под его руководством завод, выпускавший в годы войны боеприпасы, был переведён на выпуск гражданской продукции, стал одним из ведущих в стране. В годы руководства И. А. Захарцева при заводе для рабочих предприятия был создал целый жилой микрорайон «78-квартал» со всей инфраструктурой.
Благодаря И. А. Захарцеву в 1960 году в Чебоксарах появился памятник В. И. Чапаеву. Чапаев был для Ивана Алексеевича кумиром детства, и по совету дочери Чапаева Клавдии Васильевны он организовал перевозку памятника Чапаеву работы Павла Баландина, находившегося тогда на ВДНХ СССР, в Чебоксары.
В 1967 году по его инициативе было проведено соревнование по борьбе памяти Героя гражданской войны В. И. Чапаева, которое было приурочено к открытию заводского Дома физкультуры. С 1976 года турнир получил статус всесоюзного, где за 1-3 места присваивалось звание «Мастер спорта СССР», проводится до сих пор, включен во Всероссийский календарь спортивных мероприятий и также имеет статус мастерского турнира.
В год ухода И. А. Захарцева с должности директора, в конце 1970 года, завод был награждён орденом Трудового Красного Знамени.
В 1970-75 годах работал инспектором энергонадзора районного энергетического управления «Чувашэнерго».

## Награды
Награждён орденами Ленина, Трудового Красного Знамени, «Знак Почёта», медалями «За победу над Германией в Великой Отечественной войне 1941—1945 гг.», «За доблестный труд в Великой Отечественной войне 1941—1945 гг.», серебряной медалью ВДНХ, нагрудным знаком «Отличник народного просвещения».
Отмечен тремя Почётными грамотами Президиума Верховного Совета Чувашской АССР, в 1967 году занесён в Почётную Книгу Трудовой Славы и Героизма Чувашской АССР.

## Память
В 2011 году на доме, где проживал Иван Алексеевич (дом этот, как и те, что рядом, называются в народе «захарцевскими»), открыта мемориальная доска.

## Семья
Дочь — Тамара Ивановна Паршагина-Захарцева; Наталья Ивановна Муценек-Захарцева; Лидия Ивановна Орешникова-Захарцева; внук — Иван Паршагин (1967—1997) — главный балетмейстер театра оперы и балета Республики Коми; Дмитрий Паршагин; Муценек Петр Юрьевич; Муценек Александр Юрьевич; Гафиатуллина-Орешникова Анна Анатольевна; Орешников Анатолий Анатольевич. 
правнук - Паршагина Анна Дмитриевна; Муценек Юрий Петрович; Муценек Мария Александровна; Паршагина Ольга Дмитриевна; Муценек Глеб Александрович; Муценек Кира Александровна; Муценек Дарья Петровна; Гафиатуллина Карина Рустемовна; Орешников Иван Анатольевич, Орешников Артемий Анатольевич.